# Mitri Haji Athanasio
Mitri Haji Athanasio, auch Metri Hadschi Athanasiou (arabisch متري هاجي أثناسيو, DMG Mitrī Hāǧī Aṯanāsiyū; * 26. Oktober 1937 in Damaskus), ist ein syrischer Priester der Melkitischen Griechisch-Katholischen Kirche, der in der Kathedrale Unserer Frau al-Niah (al-Zeitoun-Kirche) zu Damaskus predigt. Er ist vor allem durch seine Forschungen und Veröffentlichungen über Kirchen in Syrien bekannt.

## Leben
Mitri Haji Athanasio wurde am 26. Oktober 1937 geboren und wuchs in der Gegend des Bab Musalla im Stadtteil al-Midan von Damaskus auf. Hier besuchte er die Primar- und die Sekundarschule, bevor er nach Harissa (Libanon) ging, wo er am melkitischen Seminar St. Paul 1958 die libanesische und französische Hochschulreife erlangte. Es folgte ein Studium der dogmatischen Theologie am melkitischen Priesterseminar Sankt Anna in Jerusalem, als die Altstadt noch unter jordanischer Verwaltung war. 1963 wurde Athanasio zum Priester geweiht, und 1992 wurde ihm der Rang eines Archimandriten verliehen.
An der Katholischen Universität Löwen wurde er in Theologie promoviert. An der Sorbonne in Paris erlangte er in Philosophie einen zweiten Doktortitel mit seiner Dissertation zum Thema „Der platonische Philosoph Namasius“.
Athanasio gab als Autor verschiedene philosophische und theologische Werke heraus, darunter ein Werk „Über die Natur des Menschen“, in dem er sich mit der Philosophie Platons auseinandersetzt und griechische und arabische Manuskripte vergleicht. Teilweise in Zusammenarbeit mit Qutaiba Shihabi erschienen fünf enzyklopädische Werke: „Enzyklopädie der Geschichte und Archäologie des Patriarchats von Antiochien“, „Enzyklopädie der Kirchen in Damaskus“, „Kirchen und Klöster von Damaskus und seiner Landschaft“, „Enzyklopädie der Ikonen“ und „Enzyklopädie von Damaskus“. Darüber hinaus brachte er, ebenfalls als Autor, vier Buchserien heraus: „Glaube und Leben“ (19 Bücher für Studenten und Gebildete, darunter „Die Vision des heiligen Johannes des Apostels“, „Der Glaube“, „Das Antlitz Gottes in seinen Heiligen“, „Das Vaterunser“, „Der Heilige Ephrem“ sowie „Johannes Chrysostomos“), „Wunder der Seele“ (10 Bücher), „Die gute Nachricht von Jesus für Kinder“ (8 Bücher), „Christliche Erziehung“ für Grundschulklassen im Libanon (6 Bücher) sowie „Christliche Erziehung“ für den Unterricht im Sudan (6 Bücher).

## Sprachen
Nach eigenen Angaben spricht Athanasio neben seiner Muttersprache Arabisch sehr gut Französisch, Englisch, Altgriechisch und Latein sowie etwas Spanisch und Neugriechisch.

## Hinweis zum Namen
Athanasios Name Haji beziehungsweise Hādschī (هاجي, Wortbeginn Hā') ist nicht identisch mit dem Pilger-Ehrentitel حاجي beziehungsweise حاجّ (Hāddsch, Wortbeginn Ḥā', bei christlichen Jerusalempilgern auch Χατζής oder Хаджи, auch als mit Αθανασίου zusammengefasster Name Χατζηαθανασίου), obwohl er manchmal inexakt als „متري حاجي اثناسيو“ zitiert wird.

## Werke

### Enzyklopädien
- موسوعة بطريركية انطاكية التاريخية والأثرية: سورية المسيحية في الألف الأول الميلادي [Enzyklopädie der Geschichte und Archäologie des Patriarchats von Antiochien: Christliches Syrien im ersten Jahrtausend n. Chr.]. مكتبة نبل, Damaskus 1997.
- موسوعة الإيقونات السورية [Enzyklopädie der Ikonen Syriens], Damaskus 2002.
- موسوعة كنائس دمشق [Enzyklopädie der Kirchen in Damaskus], Damaskus 2003.
- (mit Qutaiba Shihabi / قتيبة شهابي): اديرة وكنائس دمشق وريفها : (بحث ميداني توثيقي تاريخي اثري) [Klöster und Kirchen in Damaskus und ihre Landschaft (historische archäologische Dokumentarforschung)], Damaskus 2005.
- موسوعة دمشق ("وعزُّ الشرق أوّلهُ دمشقُ") [Enzyklopädie von Damaskus („Die Herrlichkeit des Ostens ist die erste von Damaskus“)], Damaskus 2007.

### Schriftenreihen
- سلسلة "إيمان وحياة " (للجامعيين والمثـقّفين) (ظهر منها 19 كتاباً) [„Glaube und Leben“ (19 Bücher)], darunter:
  - رؤيا القديس يوحنا الرسول [Die Vision des heiligen Johannes des Apostels]
  - الإيمان [Der Glaube]
  - وجه الله في قدّيسيه [Das Antlitz Gottes in seinen Heiligen]
  - أبانا (الصلاة الربـيّة) [Das Vaterunser]
  - مار أفرام [Der Heilige Ephrem]
  - القدّيس يوحنّا الذهبيّ الفم [Johannes Chrysostomos]
- سلسلة "معجزات الروح" (ظهر منها 10 كتب) [„Wunder der Seele“ (10 Bücher)]
- سلسلة "بُشرى يسوع للأطفال" (ظهر منها 8 كتب) [„Die gute Nachricht von Jesus für Kinder“ (8 Bücher)]
- سلسلة "التعليم المسيحي" للصفوف الابتدائية في لبنان (6 أجزاء) [„Christliche Erziehung für Grundschulklassen im Libanon“ (6 Bücher)]
- التربية المسيحية في السودان (6 أجزاء) [„Christliche Erziehung im Sudan“ (6 Bücher)]